# Programming (Schleichwerbung)
Programming ist eine Form der Schleichwerbung. Ein Unternehmen übernimmt, komplett oder anteilig, die Produktionskosten einer Sendung, die seine PR-Ziele in einem passenden Ambiente wirkungsvoll inszenieren. Teilweise werden Sendungen inklusive des Drehbuchs von einem Unternehmen statt vom ausstrahlenden Sender produziert. Zum Programming zählen Magazinbeiträge oder ganze Reportagen, die durch eine Entwicklungsagentur für die Marke im Sinne einer verlängerten PR realisiert und in den Medien platziert werden.